# Marek Szkopek

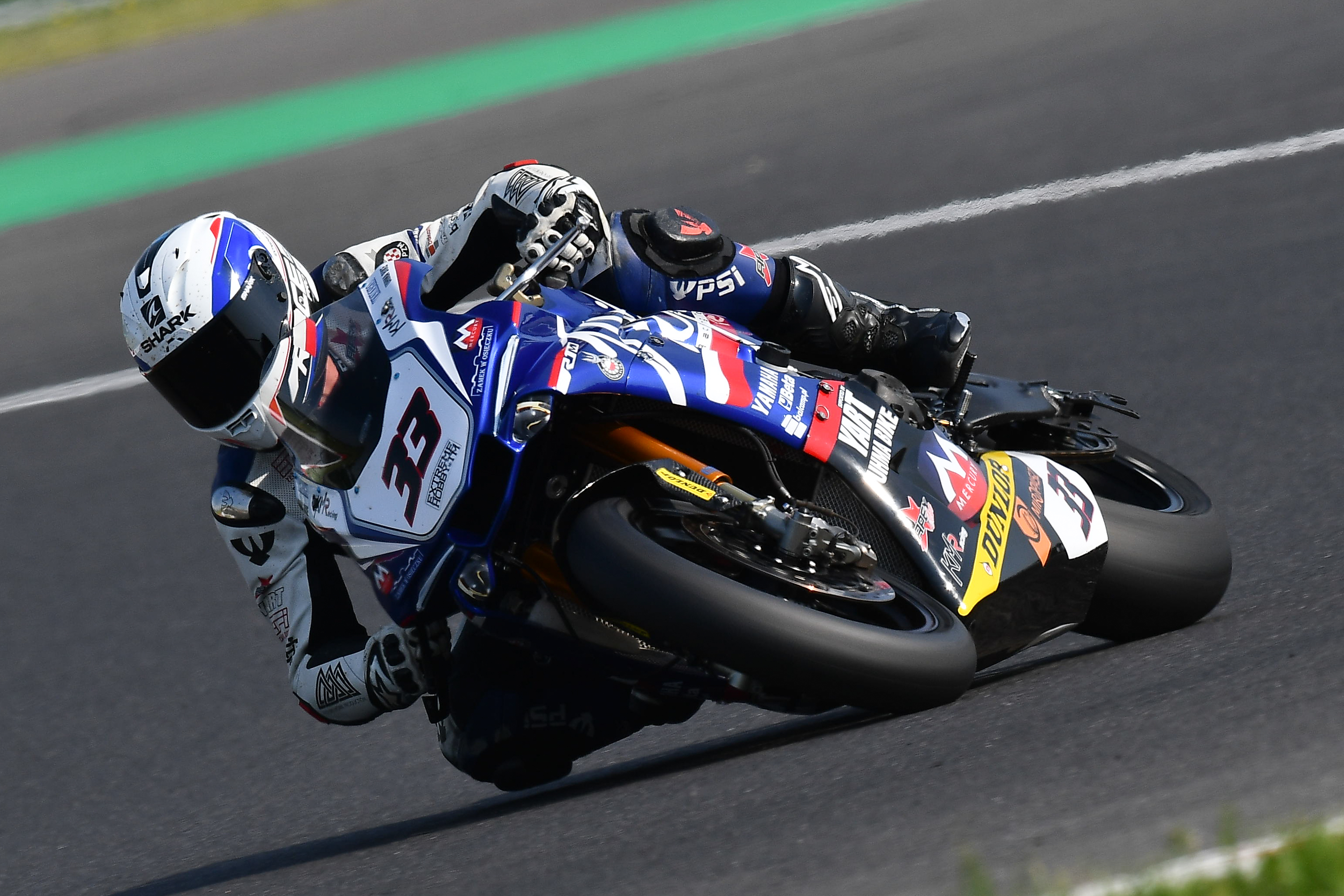

Marek Szkopek (ur. 9 lipca 1985 w Gostyninie) – polski zawodnik wyścigów motocyklowych, trener, instruktor sportu motocyklowego Polskiego Związku Motorowego, który w swej karierze startował z numerem 33. Zawodnik Wójcik Racing Team, startujący w Wyścigowych Motocyklowych Mistrzostwa Polski, europejskiej serii mistrzostw Alpe Adria oraz mistrzostwach świata w wyścigach długodystansowych FIM World Endurance Chamionchips. 
Trzynastokrotny mistrz Polski w różnych kategoriach (m.in. Superbike 2018, Supersport 2017, kiedy również zdobył mistrzostwo Europy). Zaangażowany w rozwój sportów motorowych w Polsce, trener dzieci i młodzieży na pit bike. Uczy w Akademii Pit Bike w Lisewie.
W czerwcu 2023 ogłosił zakończenie swojej kariery sportowej.